# 알폰소 7세
알폰소 7세(Alfonso VII, 1104년(?) ~ 1157년)는 전히스파니아의 황제이다. 본명은 알폰소 라이문데스(Alfonso Raimúndez)이다. 부르고뉴의 레몽의 아들이자 알폰소 6세의 외손자로서 그에게서 황제의 자리를 물려받았다. 재위 기간에 중세 스페인 역사상 통일제국의 이념이 최고도에 이르렀고 무어인과 싸워 커다란 승리를 거두었다.
그가 어렸을 때 어머니 우라카와 그녀의 2번째 남편인 아라곤의 알리폰소 1세는 레온-카스티야에 대한 지배권을 놓고 싸움을 벌였다. 우라카가 죽고(1126) 나서야 알리폰소 1세는 비로소 자신의 권리를 포기했다. 그후 알폰소 7세는 아라곤과 팜플로나(나바라)의 왕들 및 바르셀로나 백작, 여러 스페인계 무어족 통치자들에게 공식적으로 황제로 인정받았다.
그는 무어인들로부터 알메리아를 빼앗았고(1147), 그밖에도 여러 차례 승리해 명성을 얻었지만 결국 영토를 확장하지는 못했다. 1157년 알메리아를 다시 빼앗겼으며 코르도바도 점령한 지 3년 만에 다시 빼앗겼다. 1146년 북아프리카의 이슬람 왕조 사람인 알모아데가 다시 쳐들어오기 시작했다. 이에 알폰소는 알모라비데와 동맹을 맺고 남부 스페인에서 알모아데의 팽창을 저지하기 위한 전투를 벌였으며 계속되는 이 전투에 여생을 바쳤다.
이무렵 통일 제국 사상이 매우 중요했음에도 불구하고 스페인 분리주의자들의 세력도 결코 잠잠하지는 않았다. 알폰소는 포르투갈이 독립왕국(1140년)이 되는 것을 저지할 수 없었다. 또한 그는 스페인의 풍습에 따른 유언을 남겨 카스티야를 큰아들 산초 3세에게, 레온을 페르난도 2세에게 나누어주었다. 이러한 조치는 중세 스페인에서 통일 제국의 개념을 완전히 무너뜨렸다.